# Gonzalo Bravo Pérez
Gonzalo Bravo Pérez (Ipiales, Nariño, ¿?-Bogotá, 7 de junio de 1929) fue un estudiante colombiano asesinado por la Policía Nacional de Colombia.

## Biografía
Nacido en Ipiales, fue uno de los cinco hijos de Julio Bravo y Leticia Pérez. Su padre dirigente liberal de Nariño, dueño de la planta eléctrica de Pasto y su madre hermana del exmagistrado Gonzalo Pérez político conservador cercano al presidente Miguel Abadía Méndez, quien incluso fue su acudiente durante un viaje de su tío.
Bravo Pérez fue estudiante de derecho en la Universidad Nacional de Colombia y miembro de la Asociación Nacional de Estudiantes.

## Muerte
Bravo Pérez murió víctima de una bala perdida de la Policía Nacional que intentaba dispersar a los manifestantes en la carrera 8 con calle 9, sobre las 10:30 PM del 7 de junio de 1929, otras dos personas fueron heridas, en medio de las protestas de los estudiantes contra el gobierno del presidente Miguel Abadía Méndez y en favor del ya en ese momento exalcalde de Bogotá Luis Augusto Cuervo, quien había despedido a los gerentes del tranvía y acueducto (quienes habían sido nombrados por ser parte de la "rosca" del presidente). Además se manifestaban para exigir al ministerio de Gobierno la destitución del jefe de la policía y del gobernador. El rechazo a su muerte ocasionó la destitución del entonces Gobernador de Cundinamarca.
Fue enterrado el 8 de junio en el Cementerio Central de Bogotá en un acto multitudinario.

## Homenajes
Se conmemora el 8 de junio en Colombia como el día del estudiante caído. El 8 y 9 de junio de 1954, durante la conmemoración de esta fecha, fueron asesinados otros estudiantes por el Batallón Colombia.